# Toughman Contest
Toughman Contest est un jeu vidéo de boxe sorti en 1995 sur Mega Drive et 32X. Le jeu a été développé par Visual Concepts Entertainment et édité par Electronic Arts.